# Cativa-Prozess
Der Cativa-Prozess ist ein homogenkatalytisches Verfahren zur industriellen Herstellung von Essigsäure durch die Carbonylierung von Methanol mit Kohlenstoffmonoxid. Die Reaktion wird durch Iridiumkomplexe katalysiert und erfordert die Zugabe von Methyliodid oder Iodwasserstoff als Cokatalysator. Das Verfahren wurde in den 1990er Jahren von BP entwickelt und verdrängte den Monsanto-Prozess. Essigsäure ist eine Grundchemikalie mit einer Jahresproduktion von mehreren Millionen Tonnen, deren Hauptanwendungen die Herstellung von Polyvinylacetat und Celluloseacetat sind. Darüber hinaus wird Essigsäure zur Herstellung verschiedener Acetatester, Chloressigsäure sowie Essigsäureanhydrid verwendet.

## Geschichte
Die BP erwarb 1986 von Monsanto die Technologie- und Lizenzrechte für den Monsanto-Prozess. Schon früh in der Entwicklung des Prozesses wurde festgestellt, dass Lithiumiodid die Stabilität des Rhodiumkomplexes erhöht. Die Zugabe von Iodkomponenten erhöhte weiterhin die Geschwindigkeit der Methyliodidcarbonylierung, dem geschwindigkeitsbestimmenden Schritt. Sie verringerte auch die Wassergas-Shift-Reaktion, die eine Nebenreaktion ist, und erhöhte damit die Ausbeute an Kohlenstoffmonoxid. Andererseits wurde die Menge an flüssigen Nebenprodukten, insbesondere Acetaldehyd, deutlich erhöht. Einige der schwereren Nebenprodukte wie Hexanal und Hexyliodid haben ähnliche Siedepunkte wie Essigsäure und lassen sich nur sehr schwer von der Essigsäure trennen. Anfang der 90er Jahre führten diese Probleme in Verbindung mit dem damals etwa 60-fach niedrigeren Preis von Iridium im Vergleich zu Rhodium zur Entwicklung des Cativa-Verfahrens, obwohl die Aktivität der Rhodiumkomplexe höher war.
In den folgenden Jahren entwickelte BP die Technologie weiter und führte Iridium als industriell genutztes Katalysatormaterial ein. Der darauf aufbauende Cativa-Prozess wurde 1996 von der BP kommerzialisiert. Die erste kommerzielle Anlage wurde in Texas City, USA, von BP in Betrieb genommen.

## Katalytischer Zyklus

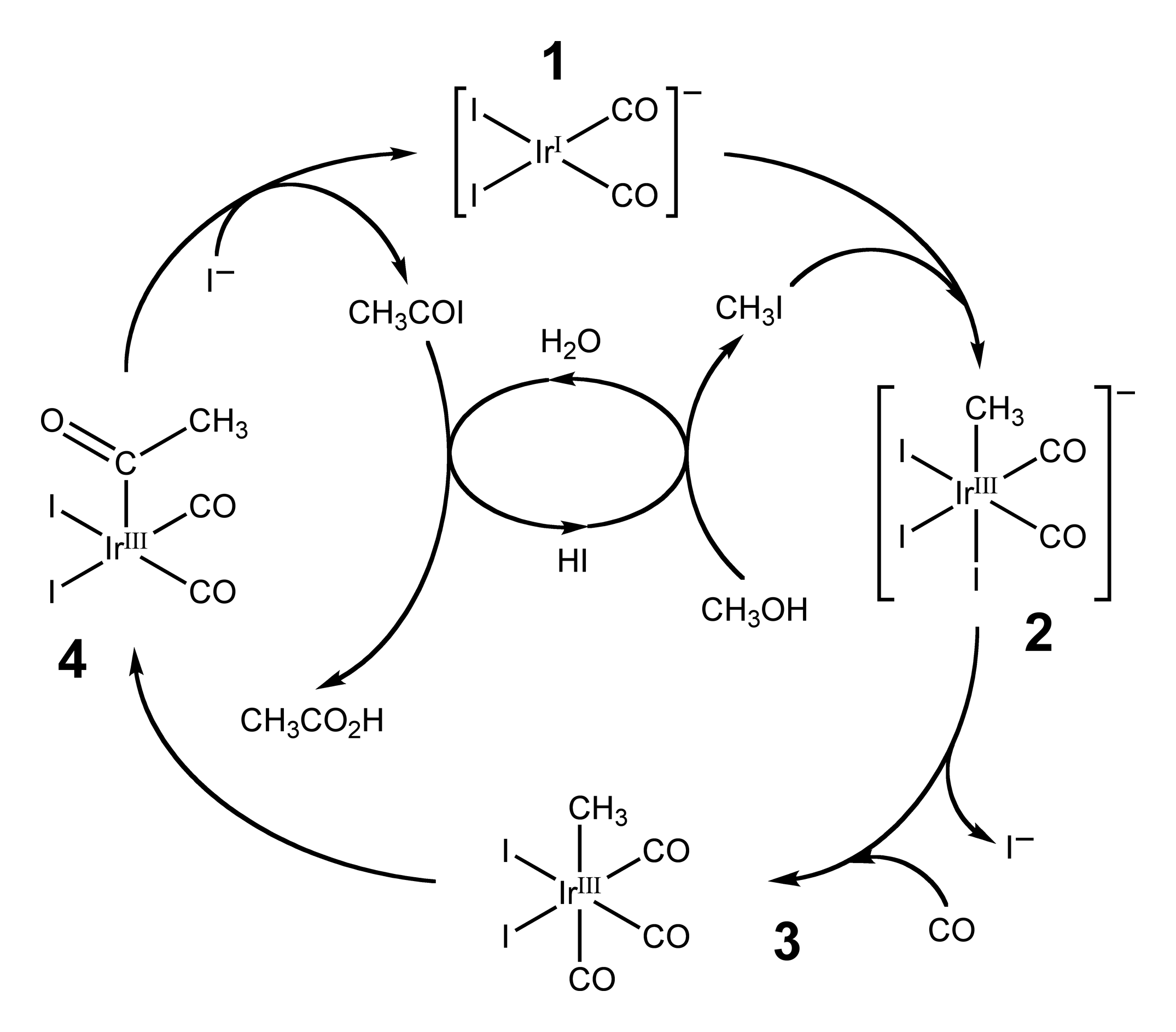
Katalytischer Zyklus des Cativa-Prozesses

Der katalytische Zyklus besteht aus sechs Schritten. Bei der katalytisch aktiven Spezies handelt es sich um den anionischen Komplex Dicarbonyldiiodoiridium(I) (cis-[Ir(CO)2I2]−). In Schritt 1 erfolgt die oxidative Addition von Methyliodid an den Iridiumkomplex (1), wobei der Komplex [(CH3)Ir(CO)2I3]− (2) gebildet wird. Die Bildung des Methyliodids erfolgt nicht-katalytisch in Schritt 5 durch die Reaktion von Methanol mit Iodwasserstoff.
Der sechsfach koordinierte Iridiumkomplex (2) nimmt unter Verlust eines Iodidliganden ein weiteres Molekül Kohlenstoffmonoxid auf unter Bildung des Komplexes (3). Dieser lagert sich in Schritt 3 schnell in den Acetylkomplex [(CH3CO)Ir(CO)2I2] (4) um. Dabei insertiert der Carbonylligand in die Metall-Methyl-Bindung. Dieser fünffach koordinierte Komplex (4) zerfällt in Schritt 4 reduktiv zum Acetyliodid CH3COI, welches in Schritt 6 hydrolytisch zu Essigsäure und Iodwasserstoff (HI) zum Ausgangskomplex zerfällt. Die Gesamtgleichung des Prozesses ist:
{\displaystyle \mathrm {CH_{3}OH+CO\longrightarrow CH_{3}COOH} } (ΔH298 = −135,6 kJ/mol)